# Michael Lankester
Michael John Lankester, né le 12 novembre 1944 à Londres, est un chef d'orchestre anglais.

## Biographie
Il fait ses études au Royal College of Music de Londres de 1962 à 1967, puis fait ses débuts de chef d'orchestre avec l'English Chamber Orchestra à Londres en 1967. Il est chef d'orchestre au Royal College of Music de 1969 à 1980, où il prend la tête du département musical de 1975 à 1980.
Il est également fondateur et chef d'orchestre de l'ensemble Contrapuncti de 1967 à 1979 et directeur musical du Royal National Theatre de 1969 à 1974 ainsi que de l'Orchestre Philharmonique du Surrey de 1974 à 1979.
Il est chef assistant de 1980 à 1982, chef associé de 1982 à 1984 puis chef résident de 1984 à 1988 de l'Orchestre symphonique de Pittsburgh. Il est également directeur musical de l'Orchestre symphonique de Hartford dans le Connecticut à partir de 1986.

## Sources
- Theodore Baker et Alain Pâris (trad. Marie-Stella Pâris), Dictionnaire biographique des musiciens, R. Laffont, 1995 (ISBN 2-221-90103-7, 978-2-221-90103-8 et 2-221-06510-7, OCLC 896013421, lire en ligne)